# Русија
Русија (рус. Россия), званично Руска Федерација (РФ), држава је у источној Европи и сјеверној Азији. Русија је највећа држава по површини, која се простире преко једанаест временских зона. На копну се граничи са четрнаест држава. Русија је девета држава по броју становника и најмногољуднија у Европи. Главни и највећи град је Москва. Санкт Петербург је други по величини град у Русији и „културна пријестоница”. Остале велике урбане области чине Новосибирск, Јекатеринбург, Нижњи Новгород, Чељабинск, Краснојарск, Казањ, Краснодар и Ростов на Дону.
Источни Словени су се појавили као призната група у Европи између 3. и 8. века нове ере. Прва источнословенска држава, Кијевска Рус, настала је у 9. веку, а 988. године усвојила је православно хришћанство из Византије. Рус се касније распала, а Велика московска кнежевина прерасла је у Руско царство. До почетка 18. века, Русија се знатно проширила освајањем, анексијом и радом руских истраживача, развијајући се у Руску Империју, која остаје треће по величини царство у историји. Међутим, са Руском револуцијом 1917. године, монархијска власт је укинута и потом замењена Руском СФСР — првом уставном социјалистичком државом на свијету.
Након руског грађанског рата, Руска СФСР је са још три совјетске републике успоставила Совјетски Савез, унутар којих је била највећа и главна саставница. На рачун милиона живота, Совјетски Савез је прошао брзу индустријализацију 1930-их, а касније је одиграо одлучујућу улогу за Савезнике у Другом светском рату предводећи велике битке на Источном фронту. Са почетком Хладног рата, такмичила се са Сједињеним Државама за глобални идеолошки утицај. Совјетска ера 20. века постигла је неке од најзначајнијих руских технолошких достигнућа, лансирајући први сателит који је направио човек и прву експедицију са људима у свемир. Године 1991. Руска СФСР је распадом Совјетског Савеза постала независна Руска Федерација. Усвојен је нови Устав којим је успостављен федерални полупредсједнички систем. Од почетка века, политичким системом Русије доминира Владимир Путин.
Привреда Русије заузима 11. мјесто по номиналном БДП-у и 68. мјесто по глави становника, у великој мери се ослањајући на своје богате природне ресурсе. Минерални и енергетски извори Русије су највећи на свијету, а подаци о производњи нафте и природног гаса високо су рангирани на глобалном нивоу. Русија посједује највеће залихе нуклеарног оружја, а представља и трећу државу по војном буџету. Русија је стална чланица Савјета безбједности Уједињених нација, чланица Г20, ШОС, БРИКС, АПЕЦ, ОЕБС и СТО. Водећа је држава чланица постсовјетских организација као што су ЗНД, ОДКБ и ЕАЕС/ЕЕС. Дом је 30 Унескових локалитета Светске баштине.

## Име
Име Русија (рус. Россия) потиче од старог народа Руса (рус. Русь), који су основали древну Кијевску Рус (рус. Киевская Русь). Не само у изворима на руском и осталим словенским језицима, већ и у изворима који су на латинском језику настајали у домаћој средини (кнежевске исправе и печати), употребљавани су облици Rusia или Russia, тако да је хороним (земаљски назив) Русија посведочен у разним изворима из средњовековног периода. Из истог корена су изведени и разни обласни називи, као што су: Бела Русија, Мала Русија, Црвена Русија (и други слични појмови).
Насупрот томе, у појединим латинским изворима западног порекла током времена се појавио и егзонимски (страни) назив Рутенија (лат. Ruthenia), који је првобитно био ограничен на употребу међу западним хроничарима и картографима. Тај појам је касније стекао популарност у гркокатоличким круговима, који су у називу Рутенија препознали згодно средство за сузбијање ендонимских (изворних) назива, изведених из руског имена. Такве тенденције су накнадно оснажене сужавањем појма Рутенија на западноруске (данашње украјинске и белоруске) области у циљу њиховог не само терминолошког, већ и геополитичког одвајања од источних руских земаља.
Садашњи облик државног назива Русије, са словом „о” (Россия, уместо Руссия како би требало према изворном облику Русь и називу народа Русские) настао је накнадно, под угледу на грчки назив за Кијевску Рус (грч. Ρωσσία). Постепено прихватање грчког облика од стране руских државних власти извршено је током 16. и 17. века, а тај облик је у потпуности преовладао током 18. века. Усвајање државног назива са кореном рос- није утицало на промену руског народног имена, које је и даље остало засновано на изворном корену рус- (рус. Русские).
Поменуте промене су оставиле знатне последице, пошто су придевске одреднице у каснијим државним називима биле извођене не из народног имена (Русские), већ из облика Россия. Тако је 1917. године проглашена не Русская республика, већ Российская республика, док је 1918. године озваничена не Русская СФСР, већ Российская СФСР, а потом је 1991. године проглашена не Русская Федера́ция, већ Российская Федера́ция. Те појаве су биле засноване на руском разликовању између етнонима Русские (који се односи на све етничке Русе широм света) и појма Россияне (који је демоним и означава све становнике Русије без обзира на етничку припадност).
За разлику од руског језика, који прави јасну разлику између појмова који означавају етничку, односно државну припадност, та терминолошка дистинкција није препознатљива у српским преводима руских назива, пошто се у говорном српском језику не прави разлика између придевских одредница које се односе на Русе, односно Русију, већ се придеви изведени из етнонима Руси користе и за означавање појмова које се односе на Русију. Иако је у српској лексичкој баштини посведочено постојање придевских облика изведених из именице Русија (русијски и русијански) употреба таквих облика је изузетно ретка и није присутна у живом говору.

## Физичко-географске карактеристике

### Географски положај
Територија Русије у њеним уставним границама износи 17.125.181 km² (1. на свијету по површини), што је нешто мање од површине Јужне Америке. У потпуности се налази на сјеверној хемисфери, већина територије Русије се налази на источној хемисфери, само источни дио Чукотског аутономне округа налази се на западној хемисфери. Запљускују је воде Тихог и Сјеверног леденог океана; као и Балтичко, Црно и Азовско море Атлантског океана; има најдужу обалу на свијету (37.653 км). Русија се налази на сјеверу Евроазије, заузима скоро цијелу источну Европу и цијели сјевер Азије. Уралске и Кавкаске планине (или Кумо-маничка депресија) дијеле Русију на европски (23%) и азијски (77%) дио. Чак у Европи и у Азији појединачни европски и азијски дијелови Русије су највећи по површини међу осталим државама на континенту.
Крајња сјеверна тачке Русије је рт Флигели на Рудолфовом острву Земље Франца Јосифа (81° 51’ с. г. ш.), који припадају Архангељској области; крајња сјеверна тачка копна је рт Чељускин на полуострву Тајмир (77° 43’ с. г. ш.) у Краснојарској покрајини. Крајња источна тачка је Ратмановљево острво у Беринговом мореузу (169° 0’ и. г. д.), које се налази на територији Чукотског аутономног округа; крајња источна тачка копна је рт Дежњов на Чукотки (169° 39’ з. г. д.). Крајња јужна тачка Русије налази се на граници Дагестана са Азербејџаном, југозападно од планине Базардјузју (41° 11’ с. г. ш.). Крајња западна тачка у Калињинградској области, на Балтичкој коси Гдањског залива Балтичког мора (19°38’ и. г. д.). Дужина територије Русије од запада према истоку је преко 10.000 км, од сјевера ка југу више од 4.000 км.
За стални угодни живот становништва у Русији око 80% територије државе је неприкладно.

### Границе
Државе са којима се Русија граничи (у списку су наведене државе које нису међународно признате, али их Русија признаје):
- Копнене и дјелимично поморске границе: Норвешка, Финска, Естонија, Литванија, Пољска, Украјина, Грузија,[е] Абхазија,[ж] Азербејџан, Казахстан и Сјеверна Кореја.
- Искључиво копнене границе: Летонија, Бјелорусија, Кина, Монголија и Јужна Осетија.[ж]
- Само поморске границе: Јапан и Сједињене Америчке Државе.

### Геолошка структура
Русија се обично дели на западни европски (око 3.500.000 км²) и источни азијски део — Сибир (13.500.000 км²). Природну границу ових двеју делова чини планина Урал, која се простире у смеру север—југ у дужини од око 2.100 км од Северног леденог океана до границе са Казахстаном.
Већина предела Русије су равнице, које су на југу степе, док су на северу шумовите. На крајњем северу су предели тундри. Поред Урала, планине Русије су: Кавказ (врх Елбрус је са 5.642 м највиши врх Русије и Европе), Алтај и вулкани на Камчатки.
У Русији је највеће слатководно језеро по запремини на свету — Бајкалско језеро. Највеће реке Русије су Волга и Дон у европском делу, и Об, Иртиш, Јенисеј, Лена и Амур у азијском.
Највећи део европског дела Русије заузима Источноевропска низија, са низијским рељефом који само понегде прелази у узвишења (Валдајска и Средњоруска на западу, Приволжје уз средњи ток Волге) чији врхови не прелазе 200—400 км. Кроз ову низију протиче Волга (3.688 км), привредно и симболично најважнија река Русије. Преовладава континентална клима која на крајњем северу прелази у поларну, а у уском појасу црноморског приобаља у средоземну. Од севера према југу ређају се појасеви црногоричне шуме, мешане шуме, прелазне шумско-степске зоне, и степа покривена плодном црницом (черноземом). Уз обале Каспијског мора због јаког испаравања присутна је и полупустиња.
На крајњем југу европске Русије границу са Грузијом и Азербејџаном чини планина Кавказ са највишом тачком Русије, Елбрусом (5.642 м).
На западу Сибира простире се велика Западносибирска равница кроз коју протиче најдужа руска река Об (са Иртишем 5.568 km, 5. на свету). Између реке Јенисеј на западу и Лене на истоку налази се Средњосибирска висораван са врховима до 1.700 м. Средњојакутска равница кроз коју протиче Лена дели ову висораван од планинских ланаца источног Сибира.
На југу и истоку Сибира до обала Тихог океана превладава планински рељеф са ланцима чији су врхови углавном изнад 2.000 м (Белуха у Алтајском ланцу — 4.506 м, Кључевскаја Сопка на Камчатки — 4.750 м). Овде се налази и највеће и најдубље руско језеро — Бајкалско (31.500 км², дубина 1.637 м, најдубље на свету).

### Рељеф
Више од 70% територије Русије заузимају равнице и низије. Западни дио земље се налази у оквиру простране Источноевропске низије, коју карактерише смјењивање низија (Прикаспијска и др.) и побрђа (Валдајска, Средњоруска итд.). Меридијално издужени планински систем Урала раздваја Источноевропску низију и Западносибирску низију. Источно од посљедње налази се Средњосибирска висораван са изолованим планинским масивима, који се глатко претварају у Средњојакутску низију.
Јужни и источни дијелови земље су претежно планински. На крајњем југу европског дијела простиру се сјеверни гребени Великог Кавказа, ту се налази највиши врх Русије и Европе — Елбрус (5.642 м н. в.). На југу Сибира налазе се Алтај, Западни и Источни Сајани, Становојско побрђе и други планински системи. Сјевероисточни Сибир и Далеки исток — региони у којима преовлађују планински гребени средње висина, као што су Сихоте Алињ, Верхојански, Черски итд. Камчатско полуострво [овдје се налази највиши вуклан у Евроазији — Кључевскаја Сопка (4688 м н. в.)] и Курилска острва на крајњем истоку — територија вулкана. Овдје их има више од 200, а чека је 50 активно.

### Унутрашње воде
Русија је једна од земаља са највећом количином воде на свијету. Земља има једну од највећих свјетских резерви слатке воде. Површинске воде заузимају 12,4% територије Русије, док је 84% површинских вода концентрисано источно од Урала. У структури коришћења воде преовлађују производне потребе.
Највеће слатководно језеро Бајлак налази се у источном дијелу земље (око 31.700 km²), најдубље је језеро на планети (1642 м).

#### Највеће ријеке
Најдуже ријеке у Русији са површином басена:
| Назив         | Дужина, км | Површина басена, км² |
| ------------- | ---------- | -------------------- |
| Лена          | 4400       | 2.490.000            |
| Иртиш         | 4248       | 1.643.000            |
| Об            | 3650       | 2.990.000            |
| Волга         | 3530       | 1.360.000            |
| Јенисеј       | 3487       | 2.580.000            |
| Доња Тунгуска | 2989       | 473.000              |
| Амур          | 2824       | 1.855.000            |
| Виљуј         | 2650       | 454.000              |
| Ишим          | 2450       | 177.000              |
| Урал          | 2428       | 231.000              |

#### Највећа језера
| Назив                  | Површина, км² | Дубина, м | Надморска висина, м |
| ---------------------- | ------------- | --------- | ------------------- |
| Каспијско језеро       | 371.000       | 1025      | −28                 |
| Бајкалско језеро       | 31.500        | 1642      | 456                 |
| Ладога                 | 17.703        | 225       | 4                   |
| Оњега                  | 9.616         | 124       | 32                  |
| Тајмир                 | 4.560         | 26        | 6                   |
| Ханка                  | 4.190         | 10        | 68                  |
| Чудско-псковско језеро | 3.555         | 15        | 30                  |
| Чани                   | 1.990         | 12        | 105                 |
| Бијело језеро          | 1.290         | 20        | 113                 |

### Клима
Огромна површина Русије и удаљеност многих области од мора као последицу има доминацију умереноконтиненталне климе, која преовладава у свим деловима државе осим у тундрама и крајњем југоистоку. Планине на југу спречавају продор топлих ваздушних маса од Индијског океана, док равнице на западу и северу чине Русију отвореном утицајима Арктика и Атлантика.
Клима већег дела Сибира је врло оштра континентална која на северу прелази у поларну, а на већим надморским висинама у планинску. Превладавају густе црногоричне шуме — тајге, са зонама оскудне вегетације — тундрама — и зонама трајног леда на крајњем северу. Руски далеки исток има монсунску климу.

#### Плеистоцена глацијација
Током плеистоцена територија данашње Русије била је под леденим покривачем. Јужна граница ове глацијације почињала је ван граница данашње Русије, од данашњег Кракова (Пољска), пролазила је западно од данашњег Лавова (Украјина), дуж ушћа Орела (48° с. г. ш.), западног одсека Средњеруске висије до Брјанска и Туле (54° с. г. ш.), затим скретала на југ до Дона (49° 33’ с. г. ш.), прелазила Волгу и Каму у горњем току и залазила у пределе западног Сибира.
Глацијације на територији Русије, према Маркову и Герасимову, носе имена: окска, дњепровска, московска и валдајска. Дњепровска глацијација била је најјача, представљена са два џиновска ледника у долинама Дњепра и Дона (до ширине Харкова).
У источном Сибиру постојала је планинска глацијација. Главни глацијални центри били су северни Урал, Нова земља, Тајмир и северозападни део Средње-сибирског платоа. Новосибирска острва била су самостални глацијални центар.

### Флора и фауна
Од севера до југа Источноевропске низије сукцесивно се смењују арктичке тундре, четинарске шуме (тајге), широколисне и мешовите шуме умерених предела, степе и полупустиње (око Каспијског језера) пратећи смену климе. Сибир прати сличан шаблон, али углавном преовлађује тајга. Русија има највеће светске шумске резерве и назива се плућима Европе, пошто заостају само за Амазонском прашумом по количини угљен-диоксида који апсорбује.
У Русији живи 266 врста сисара и 780 врста птица. Укупно 415 животињских врста је до 1997. уврштено у Црвену књигу Руске Федерације и заштићено. У Сибиру и у шумама широм Русије живе сибирски тигар, сибирски леопард, обични рис, вук, риђа лисица, јелен, коњ, мрки медвед, сова, орао; на самом северу код поларног круга живи морж.

## Историја

### Континуитет руске државности
- Староруска држава, Кијевска Рус (862 — 13. вијек);
  - Пријестоница до 864. је била Ладога, до 882. Новгород, до 1169. Кијев и затим Владимир.
- Руске кнежевине (средина 12. вијека — почетак 16. вијека);
- Руска држава (крај 15. вијека — 22. октобар (2. новембар) 1721) — до 16. јануара 1547. Велика московска кнежевина, а затим Руско царство);
  - Пријестоница је била Москва, а од 1714.[23] Санкт Петербург.

- Руска Империја (22. октобар (2. новембар) 1721 — 1 (14) септембар 1917);
  - Пријестоница до 1728. је био Санкт Петербург, Москва до 1732, па поново Санкт Петербург (преименован у Петроград 18. (31) августа 1914).
- Руска Република — проглашена уредбом Привремене владе 1. (14) септембра 1917. до одлуке о државном устројству Сверуске уставотворне скупштине.
  - Пријестоница је био Петроград.
- Руска Држава — проглашена актом Државног састанка у Уфи 23. септембра 1918. године. Постојала је током грађанског рата до 5. јануара 1920. као уједињена држава на територију под контролом Бијелог покрета;
  - Пријестоница је била Уфа, а Омск дефакто.
- Руска Совјетска Федеративна Социјалистичка Република — проглашена 25. октобра (7. новембра) 1917. декретом Другог сверуског конгреса Совјета. Назив од 1917. до 1918. био Руска Совјетска Република, од 1918. до 1936. Руска Социјалистичка Федеративна Совјетска Република. Од 1922. до 1991. била је савезна република у саставу Совјетског Савеза;
  - Пријестоница по оснивању је био Петроград, а од 12. марта 1918. Москва.
- Савез Совјетских Социјалистичка Република (30. децембар 1922 — 26. децембар 1991);
  - Пријестоница је била Москва.
- Руска Федерација (од 25. децембра 1991)[з]
  - Пријестоница је Москва.

Према званичном ставу Руске Федерације, Руска држава, Руска Република, Руска СФСР, Совјетски Савез и Руска Федерација су један те исти учесник у међудржавним односима, један те исти субјект међународног права који није престао да постоји.

### Расељавање Словена
У 5. вијеку са територије данашње сјеверне Пољске преко источног Прибалтика на територију савремена Русије продиру словенска племена — преци каснијих Кривича. Од тада се одвија насељавање Словена на сјевер — до језера Иљмењ — и на исток, до међуријечја Волге и Оке. Као посљедица тога, до 6—8. вијека уопштено гледано развила су се сва главна племена источних Словена, позната из „Повијести минулих љета”. У периоду 7—10. вијека бројне скупине словенсих досељеника из моравског Подунавља наставиле су да се сливају у различите области Руске низије којима су Словени већ овладали, што је одиграло значајну улогу у учвршћивању словенског становништва источне Европе и довело до образовања староруске народности. Словенско насељавање сјевероисточне Руси настављено је све до 14. вијека и састојало се од неколико тачака сеобе — од ране колонизације из земаља Кривича и Иљмена до касније из јужне Руси.

### Староруска држава
Традиционално, почев од руске хронике „Повијест минулих љета” с почетка 12. вијека па све до данас, 862. се сматра годином настанка руске државе, када су, према руским љетописима, словенска и угрофинска племена позвала Варјаге на челу с Рјуриком да успоставе власт у Ладогу или Новгороду и другим градовима. Неки историчари приписују почетак руске државе некој другој години или га везују за други догађај (нпр. за 882. када је кнез Олег заузео Кијев, ујединивши два средишта Руси).
Рјурикова држава обухватала је територије јужног Приладожја (Ладога, Новгород) и горње Волге (Белоозеро, Ростов). Главнину становништва чинили су словенска племена (Иљмени и Кривичи), угрофинска племена (Вес, Мерја, Чуд), док су војну аристократију чинили Варјази.
Новгородски кнез Олег, Рјуриков насљедник, присајединио је 882. својим посједима јужно средиште источних Словена, учинивши главни град Пољана — Кијев — својом пријестоницом; затим је покренуо поход на Византију.
У историографији се уједињење сјеверног и јужног средишта под влашћу Рјуриковича види као крај образовања староруске државе.
Ширење државе на југ довело је до сукоба са моћном Хазаријом, чије се средиште налазило на доњој Волги. Кнез Свјатослав је 965. нанио Хазарима тежак пораз. Као исход војних похода и дипломатских напора кијевских владара у саставу нове државе нашле су се земљи свих источнословенских, као и неких угрофинских, балтичких, туркијских и иранских племена.
Упоредо је текао поступак словенске колонизације међуријечја Волге и Оке. Стара Рус је била једна од највећих државних творевина у Европи, која је натицала за доминантан положај у источној Европи и Прицрноморју с Византијом.
Под кнезом Владимиром, Рус је примила хришћанство 998. године. Кнез Јарослав је одобрио први општедржавни законик — Руску правду. Послије смрти кијевског кнеза Мстислава 1132. године, почео је распад јединствене државе на низ самосталних: Новогородску земљу, Владимирско-суздаљску кнежевину, Вољинску кнежевину, Черниговску кнежевину, Рјазањску кнежевину, Полоцку кнежевину и друге. Кијев је остао предмет борбе између најмоћнијих кнежевских огранака, а Кијевска земља се сматрала колективним посједом Рјуриковича.
Староруска држава имала је за своје вријеме довољно развијен држави апарат.

### Раздијељеност руских земаља. Монголско-татарски јарам
У сјевероисточној Руси од средине 12. вијека јача Владимирско-суздаљска кнежевина, њени владари су се борили за Кијев и Новгород, али су сами увијек радије остајали у Владимиру, што је довело до успона овог града као новог сверуског средишта. Друге моћне кнежевине биле су Черниговска, Галичко-волинска и Смоленска.
У периоду од 1237. до 1240, већина руских земаља била је изложена разорној инвазији Бату-кана. Владимир, Рјазањ, Кијев, Чернигов, Перејаслав, Галич и многи други староруски градови су уништени, а јужна и југоисточна периферија изгубиле су значајан дио становништва. Руске кнежевина су постале вазали Златне хорде, а њихови кнежеви су почели стицати власт над својим земљама уз дозволу канова Златне хорде. Овај период у историји назива се Монголско-татарски јарам. Новгородске земље у 12. вијеку су ступиле у низ војних сукоба са Швеђанима и крсташима ради превласти над источним Прибалтиком. По позиву Новгородског вијећа, кнез Александар је побиједио шведске трупе које су се искрцале на обалама Неве 1240, а затим је 1242. побиједио ливонске крсташе у битки на Чудском језеру.
Од краја 13. вијека међу руским земљама постепено се образују нова средишта — Московске и Тверска кнежевина. Московски кнежеви су успјели да побједе у борби са Владимирском кнежевином, за коју су канови Златне хорде издали јарлик. Велики кнез владимирски био је сакупљач данка и врховни владар у предјелима сјевероисточне Русије и Новогорда. С почетком владавине Дмитрија Донског, који је касније нанио прве озбиљне поразе Златној хорди, од 1363. јарлик на Владимирску кнежевину додјељиван је само кнежевима московског дома.

### Обједињење Руси. Руска држава
Под великим кнезом Иваном III Москва је постала средиште сјевероисточне Русије, објединивши подручје у јединствену државу; двоглави орао је почео да се користи на великокнежевском печату као симбол континуитета моћи Византије. Под Иваном III, након низа војних побједа, Рус је престала да плаћа данак Хорди — што је био крај хординог јарма. Као признање свог суверенитета, велики кнез Москве је почео да се назива господарем. Током овог периода усвојен је Судебник (скуп општеруских закона), изграђен је Московски кремљ и Успенски сабор. Војни порази и међусобне борбе довели су до слабљења Хорде и њеног распада средином 15. вијека на Кримски, Астрахански, Казањски и Сибирски канат. Велики кнез Василиј III наставио је с уједињењем руских земаља, водио је ратове са балто-словенском Великом кнежевином Литванијом и са Казањским канатом; под њим се активирала градња у Москви и другим градовима.
Низ реформи (државна управа, војна служба и судски систем) спровео је Иван IV, који је узео титулу цара. Под његовом влашћу територије руске државе се скоро удвостручила. Друга половина Иванове владавине обиљежена је низом неуспјеха у Ливонском рату и успостављањем опричнине.
Почетком 17. вијека у Русији почиње Смутно вријеме, које се завршава окупљањем свенародног ополченија, поразом пољских интервенциониста и саборним избором 21. фебруара (3. марта) 1613. цара Михаила Фјодеровоича (први из династије Романов).

### Руска Империја
Цар Петар I извршио је корјените реформе у унутрашњој и спољној политици државе. Послије побједе у Сјеверном рату 1721; чији је исход био враћање израза на Балтичко море и присаједињење Ливоније, Естланда, Ингерманлада и дијела Карелије са Виборгом; Петар постаје император, а Русија постаје империја. Петар је основао Санкт Петербург, град који је 1714. постао нова пријестоница државе.
Епоха дворских преврата која је услиједила послије смрти Петра I окончана је 1762. ступањем на пријесто Катарине II. Током њене владавине, познате као „просвјећени апсолутизам”, Русија је присајединила значајне територије на западу и југу, остварене су побједе на Османским царством и подијељена Жечпосполита; услијед тога су староруске земље, као и сјеверно Прицрноморје и Крим, ушли у састав Русије.
Током Наполеонове инвазије на Русију 1812, француска војска је поражена. Руске трупе су заједно са савезницима ушле у Париз 1814. године.
Прва половина 19. вијека ушла је у историју свјетске културе као златни вијек руске књижевности и руске класичне музике.
Током шездесетих и седамдесетих година 19. вијека император Александар II је спровео „велике реформе”, међу којима се истиче укидање кметства 1861. године. Од средине 19. вијека у земљи расте револуционарни покрет.
Руско-јапански рат почиње 1904, а наредне године одвија се Прва руска револуција и оснива парламент — Државна дума. У истом периоду у земљи почиње широко распрострањени тероризам. Русија 1914. ступа у Први свјетски рат. Као исход Фебруарске револуције, император Николај II се 1917. одрекао пријестола, власт је пренијета на Привремену владу, која је убрзо прогласи земљу републиком.

### Совјетски период
Октобарска револуција је избила 25. октобра (7. новембра) 1917. године. Власт у Русији су преузели бољшевици (и њихови савезници) под руководством Владимира Лењина. Совјетска Русија је постала прва социјалистичка држава на свијету. У јануару 1918. бољшевици су распустили Сверуску уставотворну скупштину, на чијим изборима су бољшевици (према непотпуним подацима) добили само 22,5% гласова (тада су на изборима есери добили око 60% гласова).
Брест-литовски мир којим је Русија изашла из Првог свјетског рата закључен је 3. марта 1918. године. Бољшевици су признали независност Финске, Пољске, Естоније, Летоније, Литваније и Украјине и обавезали су се да неће тражити дио Бјелорусије. Главни град државе је 12. марта премјештен у Москву.
Након револуције у Русији, избио је грађански рат између бољшевика и њихових присталица на једној страни и противбољшевичких скупина (Бијели покрет) на другој, као и „треће силе” (анархисти, басмачи, есери и др.). У рат су се укључиле и друге државе. Грађански рат је завршен 1921—1922. побједом бољшевика и успостављањем совјетске власти на већем дијелу територије бивше Руске Империје.
Руска СФСР, Украјинска ССР, Бјелоруска ССР и Закавкаска СФСР образовале су 30. децембра 1922. Савез Совјетских Социјалистичких Република (СССР). Спољна политика нове државе била је усмјерена на превазилажење међународне изолације и признање СССР, што је постигнуто до тридесетих година 20. вијека.
Бољшевици су покренули нејасне друштвене реформе, оштро ограничавајући права представника друштвених скупина нелојалних бољшевицима који су преживјели грађански рат: племство, свештенство, трговци, имућни сељаци, представници старе политичке, војне и научне елите, а такође је, с друге стране, дозвољено да се смањи ниво друштвене неједнакости и укуне приступ само привилегованим слојевима квалитетном образовању, медицини, становању и највишим државним дужностима.
Послије Лењинове смрти, унутарпатријска борбе се појачала, усљед чега је врховна власт концентрисана у рукама Јосифа Стаљина, чија је владавина била тоталитарна по природи и обиљежена значајним повећањем репресије. Стаљин је поставио курс ка убрзаној индустријализацији и потпуној колективизацији сеоских домаћинстава како би у најкраћем могућем року извршио прелазак из традиционалног аграрног друштва у индустријско друштво свестраном мобилизацијом унутрашњих ресурса, прекомјерном централизацијом привредног живота и образовањем холистичког административно-командног система у СССР.
Ако је предратни обим индустријске производње Руске Империје 1913. био 50% од њемачке и француске, 20% од енглеске и по различитим оцјенама 10—15% од америчке, до 1941. је изграђено 9000 фабрика, до краја Друге петољетке, 14 година након завршетка грађанског рата, Совјетски Савез је дошао на друго мјесто у свијету по индустријског производњи, одмах иза Сједињених Држава, достижући 10% укупне свјетске индустријске производње.
У Совјетском Савезу се од 1937. до 1938. одвијала кампања великих политичких репресија, коју су спроводили вансудски органи против различитих друштвених слојева и скупина становништва (бивши племићи, свештеници, официри императорске војске, припадници Бијелог покрета, званичници Руске Империје, раскулачени сељаци итд.) познат као „Велики терор”. У овом периоду вршене су и масовне чистке у партији, у Црвеној армији и органима државне безбједности, међу руководиоцима индустријских предузећа и научних института. Истовремено, покренута је репресија по националном признаку.
Совјетски Савез је 1939. закључио пакт о ненападању са нацистичком Њемачком са тајним додатним протоколом о подјели зона утицаја у источној Европи према коме је 1939—1940. припојио источни дио Пољске, Прибалтик, Бесарабију, сјеверну Буковину, дио Карелије, помјерајући државну границу на запад.
Изненадним нападом нацистичке Њемачке и њених сателита 22. јуна 1941. на Совјетски Савез почео је Велики отаџбински рат. Њемачка војска, иако инфериорна у односа на совјетску по броју војне технике, али за разлику од Црвене армије ушла је у рат потпуно мобилисана са распоређеном логистиком и успјела је да оствари одлучујућу предност на правцима свог главног напада.
До јесени 1941. њемачке трупе су успјеле да напредују дубоко у територију Совјетског Савеза. Током офанзиве на московском правцу, Вермахт је концентрисао главнину својих снага пред совјетском пријестоницом, а у сјеверозападном правцу је стигао у предграђе Москве. Међутим, отпор совјетских трупа нагло је порастао, док су њемачке трупе исцрпиле своје офанзивне могућности, након чега је почела совјетске контраофанзива. Током борби за Москву коначно је осујећен план за муњевито заузимање Совјетског Савеза, њемачке војске је први пут у Другом свјетском рату претрпјела стратешки пораз, рат је попримио дуготрајан карактер.
Непосредно након почетка рата многе земље свијета су изразиле подршку Совјетском Савезу, створена је и Антихитлеровска коалиција. Савезници Совјетског Савеза у рату против Њемачке били су Уједињено Краљевство и Сједињене Државе, које су пружале војно-техничку помоћ СССР.
Током преломних битака код Стаљинграда и Курска, совјетске трупе су покренуле стратешку офанзиву. У походу 1944—1945. поразили су њемачку војску, ослободили територију Совјетског Савеза, учествовале у потпуности или дјелимично у ослобађању Пољске, Румуније, Мађарске, Бугарске, Чехословачке, Југославије, дијела Аустрије, дајући одлучујући допринос побједи над нацизмом. Губици њемачких трупа на совјетско-њемачком фронту износили су око 75% свих ненадокнадивих борбених губитака Њемачке, Вермахт и његови савезници изгубили су око 80% свих борбено спремних јединица, 607 дивизија је поражено. Побједоносно напредовање Црвене армије, њено ослобађање земаља средње и источне Европе од нацизма, приморало је руководство Њемачке да потпише Акт о безусловној капитулацији 9. маја 1945. године.
Као исход Другог свјетског рата, Совјетски Савез је заједно са Сједињеним Државама постао суперсила, једна од земаља оснивача Уједињених нација, чланица Савјета безбједности УН са правом вета; у државама источне Европе успостављени су просовјетски комунистички режими. Савјет за узајамну економску помоћ и Организација Варшавског споразума створени су као супарници Европске економске заједнице и Организације Сјевероатлантског споразума.
Глобална конфронтација капиталистичког и социјалистичког система у борби за свјетски утицај названа је „хладни рат”. Напори Сједињених Држава и Совјетског Савеза били су усмјерени, прије свега, на доминацију у политичкој сфери. Иако двије државе званично нису улазиле у непосредни војни сукоб, биле су укључене у трку у наоружању, а њихово супарништво за утицај довело је до избијања мјесних оружаних сукоба у разним земљама трећег свијета, који су се обично одвијали као посредни ратови између двије суперсиле.
Са доласком на власт Никите Хрушчова је повезано „одмрзавање” у друштвено-политичком животу земље и разоткривање Стаљиновог култа личности. Ипак, Совјетски Савез је са становишта западних политиколога, наставио да буде тоталитарна држава (види људска права у Совјетском Савезу). За вријеме Хрушчове владавине, остварено је совјетског вођство у нуклеарној и свемирској сфери: Совјетски Савез је први у свијету лансирао први вјештачки сателит Земље, првог човјека у свемир, први свјетски апарат за проучавање Мјесеца и Венере и први излазак човјека у отворени свемир.
Леонид Брежњев је 1964. фактички постао шеф Совјетског Савеза, чији је период руковођења (1964—1982) познат као „период застоја”. По цијену значајних напора, Совјетски Савез је успио да постигне војно-стратешки паритет са Сједињеним Државама до средине седамдесетих година, што је послужило као један од темеља за смиривање међународних тензија. У вези са растом свјетских цијена нафте и откривањем нафтних поља у западном Сибиру, развој Совјетског Савеза постао је зависан од прихода од нафте, што је довело до отказивања неопходних економских реформи. Совјетски Савез је знатно заостајао за западним земљама у погледу развија лаке индустрије, економско стање карактерисали су све већи редови за оскудну робу. Умјесто тога, развила се тешка индустрија, углавном војно-индустријски комплекс, што није довело до повећања животног стандарда становништва.
Михаил Горбачов је дошао на власт у Совјетском Савезу 1985. са програмом за убрзање друштвено-економског развија, који се 1987. развио у веће реформе зване „перестројка”, усмјерене на демократизацију друштвено-политичког и економског система и слабљење идеолошке контроле над друштвом. Они су довели до губитка водеће улоге Комунистичке партије, великих промјена у идеологији и распада Совјетског Савеза. Од 1989. до 1991. у Совјетском Савезу је наступила тешка економска криза, након које је у независној Русији извршен прелазак са социјалистичког модела привреде на тржишни. „Парада суверенитета” савезних република почела је 1988, која је до 1991. довела до ликвидације Совјетског Савеза и независности бивших савезних република. Савјет за узајамну економску помоћ и Организација Варшавског споразума су распуштени 1989. године. У децембру 1989. на Малтешком самиту Горбачов и Џорџ В. Буш су званично објавили крај хладног рата.
У Москви се од 19. до 21. августа 1991. одвио „Августовски пуч”, који је изазвао сукоб између власти СССР и РСФСР, што је довело до масовних демонстрација недалеко од Бијелог дома у знак подршке предсједнику РСФСР Борису Јељцину. Општа неодлучност руководства Државног комитета за ванредно стање довела је до његовог пораза и самосталног распада. Бјеловјешки споразум о престанку постојања Совјетског Савеза и стварању Заједнице независних држава је потписан 8. децембра 1991. године.
Совјет република Врховног совјета Совјетског Савеза усвојио је 26. децембра 1991. декларацију у којој је навео преображење Совјетског Савеза у Заједницу независних држава и потребу да нове независне државе спроводе међународне споразуме СССР. Руска Федерација је призната као држава насљедница Совјетског Савеза у међународно-правним односима и заузела је њено мјеста у Савјету безбједности Уједињених нација.

### Руска Федерација
Од децембра 1991. Руска Федерације је постала потпуно независна и суверена држава.
У јануару 1992. у Русији су почеле корјените економске реформе. Влада Јељцин — Гајдар је спровела либерализацију малопродајних цијена и спољне трговине, реорганизацију пореског система и друге реформе које су из коријена промијениле економско стање у земљи. Исход реформи означио је прелазак Русије на тржишну привреду. Руски модел тржишне привреде изазвао је различите оцјене међу руским и страним истраживачима, укључујући и нобеловце за привреду. Државна регулација цијена је укинута 2. јануара 1992. и проглашена је слободна трговина. Период „дивљег” капитализма и почетне акумулације капитала, повезан са одбацивањем централизоване планске привреде и катастрофалном девалвацијом социјалних обавеза државе, карактерише ликвидација дефицита потрошачких добара, али истовремено експлозивним растом цијена (хиперинфлација), пропаст штедње становништва, масовно осиромашење, нагли пораст криминала, бартеризација и криминализација привреде, масовна незапосленост, неисплаћивање плата, пензија и социјалних давања, радикално повећање друштвене неједнакости, криза у социјалној сфери, катастрофални пад наталитета, нагли пораст морталитета и значајно смањење животног вијека. Економске реформе 1990-их такође су довеле до оштрог пада привреде земље: индустријска производња опала је на 60%, а у лакој и прехрамбеној индустрији производња је пала на 70%, што износи 30% од дореформског нивоа.
У Москви је од 3. до 4. октобра 1993. насилно распуштен Конгрес народних депутата и Врховни совјет, што је исходовало људским жртвама. Предсједник 9. октобра укида овлашћења совјета народних депутата на свим нивоима, а у децембру ступа на снагу нови устав, којим је коначно довршена промјена друштвено-политичког система у Русији.
Први рат на територији Чеченске Републике између федералног центра и чеченских сепаратиста избио је 1994. године. Исходи овог сукоба били су повлачење руских трупа, огромна разарања и жртве, фактичка независност Чеченије прије борбених дејстава у Дагестану и другог рата, као и таласа терора који је захватио Русију.
Предсједнички избори 1996. били су једини у руској историји када је био потребан други круг избора да би се одредио побједник, усљед чега је Јељцин, који је значајно заостајао за својим противником на почетку изборне трке, претекао лидера Комунистичке партије РФ Генадија Зјуганова, док су изборе обиљежиле значајне нерегуларности.
У првој половини деведесетих година, велики број предузећа је приватизован путем ваучерске приватизације, као и путем аукција кредита за дионице. Међутим, то није било довољно да се покрије огроман спољни државни дуг. Руска влада је 17. августа 1998. објавила дефолт.
Борис Јељцин је 31. децембра 1999. објавио оставку на дужност предсједник, именовавши предсједника Владе Владимира Путина за вршиоца дужности.
Путин је у марту 2000. побиједио на изборима и постао други предсједник Руске Федерације. Током прве деценије 21. вијека у Русији, влада Михаила Касјанова је спровела низ социјално-економских реформи: пореске, земљишне, пензионе, банкарске, монетизацију бенефиција и друге. У периоду 2000—2008, Русија је доживјела раст привреде, инвестиција и прихода становништва, чему су допринијеле спроведене реформе, политичке стабилност и повећање цијена руске извозне робе (посебно минерално-сировинске групе). Увођење материнског капитала 2007. као вида стимулисања наталитета и подршке великим породицама одиграло је значајну улогу у стабилизацији демографије сфере у Русији, преласку на проширену репродукцију становништва. Дошло је до јачања вертикалне извршне власти у земљи и образовања владајуће странке — Јединствене Русије, која је настала као посљедица спајања политичких блокова. Ова странка је, након резултата избора 2003, 2007, 2011, 2016. и 2021. заузела већину мјеста у Државној думи и подржала кључне одлуке предсједника и владе.
Стварање система федералних округа 2000, као и реформа Савјета Федерације, додатно су ојачали вертикалу власти, повећавши ниво управљивости руског административног система.
Актива фаза рата у Чеченији је завршена 2000, успостављањем државне контроле над републиком. На територији Чеченије је 2009. званично укинут режим противтерористичке операције.
Дмитриј Медведев је 2008. изабран на дужност предсједника Русије, а Путин је постао предсједник Владе.
Оружани сукоб у Грузији је почео 8. августа 2008, након чега је Русија званично признала Абхазију и Јужну Осетију као независне државе.
На изборима за Државну думу одржани 4. децембра 2011. Јединствена Русија је задржала парламентарну већину, али је изгубила уставну. Путин је 4. марта 2012. побиједио на предсједничким изборима у првом кругу. Дужност је преузео 7. маја. Државна дума је 8. маја дала сагласност Владимиру Путину да именује Медведева за предсједника Владе.
Послије избора за Државну думу почеле су масовне политичке демонстрације. Десиле су се и током предсједничке изборне кампање и послије предсједничких избора одржаних 4. маја 2012. на којима је Путин однио побједу. Учесници демонстрација су констатовали да су избори били праћени кршењем закона и масовним фалсификатима.
У периоду фебруар—март 2014. Русија је заузела и припојила Крим. У саставу Русије су образовани нови субјекти: Република Крим и Град федералног значаја Севастопољ. Припајање Крима допринијело је почетку рата у Донбасу, у којем је Русија подржала самопроглашене Доњецку и Лугањску Народну Републику. Украјина и већина држава чланица УН нису признале припајање Крима Русији. Западне земље су увеле санкције Русији због припајања Крима и рата у Донбасу; као одговор, Русија је такође примијенила политику санкција против ових земаља.
Русија је 30. септембра 2015. покренула војну операцију против терористичких скупина и опозиције у Сирији.
Амандмани на Устав усвојени су 2020, који су омогућили Путину да буде предложен за шефа државе још два пута и да, ако побједи на сљедећим изборима — 2024. и 2030. — води земљу до 2036. године.
Русија је 21. фебруара 2022. признала независност ДНР и ЛНР, а 24. фебруара је започела инвазију на Украјину. Инвазија је довела до нових међународних санкција.

## Демографија и социјална сфера

### Грађанска нација
По мишљењу једно броја истраживача, у Русији се развила историјска и друштвено-политичка заједница, политичка или грађанска нација, која је консолидована на основу историјске руске државности. Ова заједнице се зове Русијани (рус. Россияне) или русијски народ.
Једна број стручњака, политичара и јавних личности негира схватање становника Русије као друштвено-политичке и историјско-културне цјелине у облику грађанске нације. Међутим, истраживања становништва показују да је русијки идентитет („ми — Русијани”) на првом мјесту међу осталим облицима колективног идентитета.
Русијани имају сложен етнички и религијски састав. Обухватају више од 190 етничких заједница, од којих преко 80% чине Руси (подаци из пописа 2010. године). Руски језик говоре 99,7% Русијана. Око 70% Русијана себе сматра православцима. У Русији су такође заступљени ислам, будизам, јудаизма и друге религије.
Облик россияне настао је од назива Росија — грчко-византијско назива за Руси, а први га је забиљежио Максим Грк 1524. године.

### Национални састав
- >80%
- 70—79%
- 50—69%
- 20—49%
- <20%

| Националности                                                                                            | Попис 2002. | Попис 2010. |
| --- | ----------- | ----------- |
| Руси | 80,64%      | 80,90%      |
| Татари                                                                                                   | 3,87%       | 3,87%       |
| Украјинци                                                                                                | 2,05%       | 1,41%       |
| Башкири                                                                                                  | 1,16%       | 1,15%       |
| Чуваши                                                                                                   | 1,14%       | 1,05%       |
| Чечени                                                                                                   | 0,95%       | 1,04%       |
| Јермени                                                                                                  | 0,79%       | 0,86%       |
| Авари | 0,57%       | 0,66%       |
| Мордвини                                                                                                 | 0,59%       | 0,54%       |
| Казаси                                                                                                   | 0,46%       | 0,47%       |
| Азери | 0,43%       | 0,44%       |
| Даргинци                                                                                                 | 0,35%       | 0,43%       |
| Удмурти                                                                                                  | 0,44%       | 0,40%       |
| Маријци                                                                                                  | 0,42%       | 0,40%       |
| Осети | 0,36%       | 0,39%       |
| Бјелоруси                                                                                                | 0,56%       | 0,38%       |
| Кабардинци                                                                                               | 0,36%       | 0,38%       |
| Кумици                                                                                                   | 0,29%       | 0,37%       |
| Јакути                                                                                                   | 0,31%       | 0,35%       |
| Лезгини                                                                                                  | 0,29%       | 0,35%       |
| Бурјати                                                                                                  | 0,31%       | 0,34%       |
| Ингуши                                                                                                   | 0,29%       | 0,32%       |
| остали                                                                                                   | 3,40%       | 3,51%       |
| без назначене националности и лица о којима су информације добијене из административних извора, млн људ. | 1,46        | 5,63        |

Према Сверуском попису становништва 2010, у Русији живе представници више од 200 националности и етничких скупина. Важност ове чињенице огледа се у преамбули Устава Руске Федерације. Преко 80% становника Русије су Руси. Истовремено, Руси су неједнако насељени широм земље: у неким регионима, попут Чеченије, они чине мање од 2% становништва.

### Језик
- Земље у којима руски језик има државни или званични статус.
- Земље у којима значајан дио становништва говори руски језик.

Народи Русије говоре више од 100 језика и дијалеката који припадају индоевропској, алтајској и уралској језичкој породици, кавкавској и палеоазијског језичкој групи. Најчешћи језици су руски, татарски, чеченски, башкирски, украјински и чувашки.
Најраспрострањенији језик у Русији је руски. Матерњи је за око 130 милиона грађана Русије (92% становништва Русије). Истовремено, руски језик, према ставу 68. Устава Руске Федерације, државни је језик Русије.
Руски језик је језик од свјетског значаја, један од шест службених и радних језика Уједињених нација, Унеска и других међународних организација.
Број говорника још осам језика у Русији премашује милион људи. Руске републике имају право да успоставе своје државне језике и, по правилу, остварују то право: нпр. у Карачајево-Черкеској Република, поред руског, статус државног језика имају абазински, карачајски, ногајски и черкески језик.
Унеско је 2009. прогласио 136 језика на територији Русије угроженим.
Сви државни језици субјеката федерације морају бити писани на графичкој основи ћирилице.
Од страних језика најпознатији је енглески, а у мањој мјери њемачки, француски и шпански. Популарност кинеског и јапанског језика расте од 2021. године.

### Религија
Русија је дејуре секуларна држава. Устав гарантује „слободу савјести, слободу вјероисповијести, укључујући право исповиједања индивидуално или заједно са другима било које религије или не исповиједања ниједне, слободно бирати, имати и ширити религиозна и друга увјерења и дјеловати у складу са њима.” Кривични законик Руске Федерације предвиђа кривичну одговорност за „незаконито ометање дјеловања религиозних организација или вршења религиозних обреда.” Федерални закон од 11. јула 2001. № 95-ФЗ „О политичким странкама” забрањује стварање странака, између осталог, „на основу религиозне припадности.”
У Русији живе хришћани (углавном православни), муслимани, будисти, Јевреји, као и представници других религиозних конфесија.
Не постоји званична статистика о пропорцији становника Русије који исповиједају различите религије (посљедњи пут је питање вјероисповијести покренуто на попису становништва 1937. године); међутим, према ВЦИОМ у периоду август—септембар 2007. половина грађана Русије себе сматра вјерницима, међу њима 10% редовно иде у цркву, поштује све обреде и ритуале, а 43% иде у цркву само на празнике и не поштује све обреде и ритуале. Трећи испитаника (31%) признаје постојање Бога, али се мало интересује за црквени живот. Изјашњени атеисти чине само 6% испитаника. Осим тога, 8% испитаника није размишљало о теми односа према религији.
Према истраживању ВЦИОМ спроведеном у јануару 2010, удио руских грађана који себе сматрају православцима порастао је 2009. са 70% на 75%.
Нешто раније, према анкетама 2007—2008, 66—67% испитаника сматрало се приврженицима православља, 5—6% се сматрало муслиманима. Не више 1—2% испитаника се изјаснило да припада некој другој религији.
Такође, према анкети ВЦИОМ спроведеној 25—26. августа 2007, више од половине грађана Русије (55%) сматра да будући предсједник Русије из било које религиозне организације треба да да предност Руској православној цркви. Истовремено, 45% сматра да није неопходно да сам буде религиозан, већ да треба да полаже поштовање према Руској цркви, да јој помогне и присуствује празничним богослужењима.
Од касних деведесетих година у јавности се води расправа о прихватљивости увођења „Основа православне културе” у програме државних школа. Предмет је уведен од 1. априла 2010. у 19 субјеката федерације у експерименталном режиму.

### Највећи градови
| Највећи градови у Русији Извор: Попис становништва 2021. | Највећи градови у Русији Извор: Попис становништва 2021. | Највећи градови у Русији Извор: Попис становништва 2021. | Највећи градови у Русији Извор: Попис становништва 2021. | Највећи градови у Русији Извор: Попис становништва 2021. | Највећи градови у Русији Извор: Попис становништва 2021. | Највећи градови у Русији Извор: Попис становништва 2021. | Највећи градови у Русији Извор: Попис становништва 2021. | Највећи градови у Русији Извор: Попис становништва 2021. | Највећи градови у Русији Извор: Попис становништва 2021. |
|                                                          | №                                                        | Град                                                     | Субјекат                                                 | Популација                                               | №                                                        | Град                                                     | Субјекат                                                 | Популација                                               |                                                          |
| -------------------------------------------------------- | -------------------------------------------------------- | -------------------------------------------------------- | -------------------------------------------------------- | -------------------------------------------------------- | -------------------------------------------------------- | -------------------------------------------------------- | -------------------------------------------------------- | -------------------------------------------------------- | -------------------------------------------------------- |
| Москва Санкт Петербург                                   | 1.                                                       | Москва                                                   | Москва                                                   | 13.010.112                                               | 11.                                                      | Ростов на Дону                                           | Ростовска област                                         | 1.142.162                                                | Новосибирск Јекатеринбург                                |
| Москва Санкт Петербург                                   | 2.                                                       | Санкт Петербург                                          | Санкт Петербург                                          | 5.601.911                                                | 12.                                                      | Омск                                                     | Омска област                                             | 1.125.695                                                | Новосибирск Јекатеринбург                                |
| Москва Санкт Петербург                                   | 3.                                                       | Новосибирск                                              | Новосибирска област                                      | 1.633.595                                                | 13.                                                      | Краснодар                                                | Краснодарски крај                                        | 1.099.344                                                | Новосибирск Јекатеринбург                                |
| Москва Санкт Петербург                                   | 4.                                                       | Јекатеринбург                                            | Свердловска област                                       | 1.544.376                                                | 14.                                                      | Вороњеж                                                  | Вороњешка област                                         | 1.057.681                                                | Новосибирск Јекатеринбург                                |
| Москва Санкт Петербург                                   | 5.                                                       | Казањ                                                    | Татарстан                                                | 1.308.660                                                | 15.                                                      | Перм                                                     | Пермски крај                                             | 1.034.002                                                | Новосибирск Јекатеринбург                                |
| Москва Санкт Петербург                                   | 6.                                                       | Нижњи Новгород                                           | Нижегородска област                                      | 1.228.199                                                | 16.                                                      | Волгоград                                                | Волгоградска област                                      | 1.028.036                                                | Новосибирск Јекатеринбург                                |
| Москва Санкт Петербург                                   | 7.                                                       | Чељабинск                                                | Чељабинска област                                        | 1.189.525                                                | 17.                                                      | Саратов                                                  | Саратовска област                                        | 901.361                                                  | Новосибирск Јекатеринбург                                |
| Москва Санкт Петербург                                   | 8.                                                       | Краснојарск                                              | Краснојарски крај                                        | 1.187.771                                                | 18.                                                      | Тјумењ                                                   | Тјуменска област                                         | 847.488                                                  | Новосибирск Јекатеринбург                                |
| Москва Санкт Петербург                                   | 9.                                                       | Самара                                                   | Самарска област                                          | 1.173.299                                                | 19.                                                      | Тољати                                                   | Самарска област                                          | 684.709                                                  | Новосибирск Јекатеринбург                                |
| Москва Санкт Петербург                                   | 10.                                                      | Уфа                                                      | Башкортостан                                             | 1.144.809                                                | 20.                                                      | Барнаул                                                  | Алтајски крај                                            | 630.877                                                  | Новосибирск Јекатеринбург                                |

## Државно устројство

### Државни симболи
Застава Русије је правоугаона табла са три једнаке хоризонталне траке: горња је бијела, средња је плава и доња је црвена. Однос ширине и дужине заставе је 2:3.
Грб Русије је четвороугаони, са заобљеним доњим угловима, црвеним хералдичким штитом упереним на врху са златним двоглавим орлом, који подиже своја раширена крила нагоре. Орао је овјенчан са двије мале круне и — изнад њих — једном великом круном, повезане траком. У десној канџи орла је скиптар, у лијевој је кугла. На грудима орла, у црвеном штиту, сребрни јахач у плавом огртачу на сребрном коњу који удара сребрним копљем црног змаја, преврнутог којег гази коњ.
- Застава Русије
- Грб Русије

### Основе државног уређења
Према уставу, који је основни закон државе, Русија је демократска федерална правна држава са републичким обликом владавине.
Савремени устав, усвојен 1993, на снази је са низом амандмана, од којих су главни усвојени 2008. и 2020. године. Ови амандмани су добили значајну међународну пажњу. У основи државно уређење Русије, према уставу, заснива се на сљедећим основним принципима: власт народа, федерализам, социјална држава, подјела власти, секуларна држава, приоритет људских права и слобода, мјесна самоуправа, вишестраначки систем, идеолошка и политичка разноликост, владавина права, разноликост облика својине, облик владавине и државног устројства, државни суверенитет. Према неким истраживачима, јавно-правна одговорност носилаца јавних овлашћења треба да буде супсидијарног карактера и њени темељи треба да буду садржани у уставу; неопходна је детаљна студија и унапрјеђење правног механизма за заштиту темеља уставног поретка Руске Федерације.

### Федерално устројство
Русија је држава са федералном структуром. Руска Федерација се састоји од 89 равноправних субјеката федерације, укључујући 24 републике, 9 покрајина, 48 области, 3 града федералног значаја, 1 аутономне области и 4 аутономна округа (поред тога постоји једна федерална територија).
Систем органа државне власти субјеката федерације одређен је општим принципима које је успоставила федерација. Сваки регион има законодавни (представнички) орган (законодавна скупштина, дума) и извршни орган (влада). У свим субјектима постоји положај највишег званичника (шеф, гувернер), који се бира на период не дужи од 5 година и не може да замијени наведену дужност дуже од два узастопна мандата.
Руска Федерација је такође подијељена на 8 федералних округа, од којих сваки ма опуномоћеног представника предсједника Русије.
Субјекти федерација имају своје административно-територијално устројство. По правилу, основне административно-територијалне јединице у саставу субјеката федерације су окрузи и градови обласног (републичког, покрајинског, окружног) значаја.

### Предсједник
Шеф државе је предсједник Руске Федерације, тренутно Владимир Путин. У обављању дужности шефа државе предсједнику помаже предсједник Владе Руске Федерације, тренутно Михаил Мишустин. Предсједник Владе преузима функцију предсједника у случају смрти или оставке овог другог.
Предсједник се бира на шест година тајним гласањем на општим непосредним изборима, а исто лице не може обављати дужност предсједника дуже од два мандата. Уставне норме које предвиђају шестогодишњи предсједнички мандат уведене су 2008, раније се шеф државе бирао сваке четири године.
Предсједник има низ важних овлашћења: руководи спољном политиком земље, он је Врховни главнокомандујући Оружаним снагама, именује предсједника Владе уз сагласност Државне думе и одлучује о оставци владе. На приједлог предсједника Владе поставља потпредсједника Владе и федералних министарстава, а такође их ослобађа дужности. Предсједник предсједава Савјетом безбједности, именује и разрјешава команду Оружаних снага. Има право да предложи кандидата за дужност предсједника Централне банке (не улази у састав владе) на разматрање Државне думе. У случају агресије или непосредне пријетње агресијом, предсједник има право да прогласи ванредно стање у цијелој земљи или на одређеним територијама, али је истовремено дужан да о својој одлуци одмах обавијести Федералну скупштину. Има право да издаје указе, обавезујуће на цијелој територији Русије (укази не смије бити у супротности са федералним законима). Такође има низ других овлашћења.
Предсједника може дужности разријешити Савјет Федерације, под условом да га Државна дума оптужи за велеиздају или да почини друго тешко кривично дјело и ако постоје позитивни закључци Врховог и Уставног суда.

### Законодавна власт
Према уставу, законодавну власт врши Федерална скупштина — парламент који се састоји од два дома: Савјета Федерације — горњи дом — и Државне думе — доњи дом.
Савјет Федерације чине по два представника из сваког субјекта федерације и представници које именује предсједник, чије број није већи од 30 (од којих највише седам може бити именовано доживотно). У Савјету Федерацију могу бити и бивши предсједници Русије. Чланови Савјета Федерације 1993. бирани су на изборима, а њихова мјеста су 1995. непосредно преузимали гувернери (предсједници) и предсједници законодавних органа федералних субјеката, а од 2000. именовани и бирани представници извршне и законодавне власти субјеката федерације.
Државна дума се састоји од 450 депутата: 225 депутата се бира у једномандатним изборним окрузима (један округ — један депутат), а осталих 225 депутата по федералним изборном округу сразмјерно броју гласова датих за федералне спискове кандидата.

### Извршна власт
Највиши извршни орган државне власти је Влада Руске Федерације. Одговорна је предсједнику Руске Федерације и под контролом Државне думе. Влада укључује предсједника Владе, замјеника предсједника Владе (надгледа више министарства и ресора), федералне министре (глава министарства или надгледа разне државне програме или извршава посебне задатке) и шефови ресора који немају министарску дужност, али су по статусу званично изједначени са министрима. Квантитативни састав и структура владе нису регулисани законом и утврђује их предсједник.

### Судска власт
Судску власт врше искључиво судови: Уставни суд, судови опште надлежности на челу са Врховним судом и арбитражни судови на челу са Високим арбитражним судом. У неколико субјеката Руске Федерације постоји уставни судови, а део судског система су и мировни судови.
Контролу поштовања људских права и слобода у раду државних органа и службеника врши повјереник за људска права (омбудсман). Ова институција је први пут у руску праксу уведена уставом из 1993, који прописује да повјереника за људска права именује Државна дума и да дјелује у складу са федералним уставним законом.

### Спољна политика
У међународним односима, Русија дјелује као држава насљедница Совјетског Савеза, међутим тај статус оспоравају поједине државе и то остаје предмет дискусије у научним круговима.
Традиционално се сврстава међу велике силе. Русија је један од кључних учесника у међународној комуникацији, једна је од пет сталних чланица Савјета безбједности УН и један од представника „Велике двадесетке” (Г20); Русија преузима посебну одговорност за одржавање међународног мира и безбједности. Од 1996. до 2022. земља је била чланица Савјета Европе, а од 1997. до 2014. била је и чланица Велике осморке (Г8), неформалне асоцијације економски развијених држава. Члан је значајног броја других међународних организација, међу којима посебно мјесто заузимају оне које су настале у бившем СССР, углавном уз водећу улогу саме Русије: Заједница независних држава, Организација Уговора о колективној безбједности и Шангајска организација за сарадњу. Русија заједно са Бјелорусијом чини Савезну Државу.
Русија је, заједно са Бјелорусијом и Казахстаном, била једна од земаља оснивача Евроазијског економског савеза (ЕЕС), међународног интеграционог економског удружења створеног на основу Царинског савеза Евроазијске економске заједнице. ЕЕС дјелује од 1. јануара 2015. године.
Спољну политику Русије одређује предсједник земље, а спроводи је Министарство спољних послова. Русија одржава дипломатске односе са 188 држава чланица УН, двије дјелимично признате и три посматрача УН; има дипломатске представништва у 144 земље. Русија нема дипломатске односе са Грузијом (од 2008), Украјином (од 2022), Микронезијом (од 2022), Бутаном и Соломонским Острвима.
Са руским иностраним пасошем могу се посјетити 76 земаља свијет без визе, у 32 земље визу можете добити аутоматски по доласку. У другим земљама, укључујући чланице Европске уније, Сједињене Државе, Канаду, Уједињено Краљевство, Кину, Јапан и друге земље, улазна виза се мора добити унапријед. Русија успоставља визни режим са државама свијета на основу реципроцитета.

### Оружане снаге
Оружане снаге Руске Федерације (ОС РФ) државна су војна организација која чини основу одбране Руске Федерације. У складу са федералним законом № 61-ФЗ од 31. маја 1996. „О одбрани”, ОС РФ су дизајниране да одбију агресију усмјерену против Руске Федерације, ради оружане заштите интегритета и неповредивости територије Руске Федерације, као и да врши послове у складу са федералним законима и међународним уговорима Руске Федерације.

#### Структура, број, опрема и финансирање
Предсједник Руске Федерације је Врхови главнокомандујући Оружаних снага. Од 5. марта 2010. у ОС РФ имале су милион припадника (5. у свијету).
ОС РФ су подијељене на три вида војске: Копнене снаге, Ваздушно-космичке снаге, Војно-поморска флота, као и два независна рода војске: ракетна војска стратешке намјене и ваздушно-десантна војска. Поред тога, укључују и Материјално-техничко обезбјеђење и војску, војне формације и органе, која обезбјеђују војну службу који нису укључени у видове и самосталне родове војске Оружаних снага:
- Федерална служба Војске националне гарде Руске Федерације;
- Војска грађанске одбране Министарства ванредних ситуација;
- Спољна обавјештајна служба Руске Федерације;
- Органи ФСБ Русије (укључујући и пограничну службу ФСБ);
- Органи ФСЗ Русије (укључујући и службу за посебне комуникације и информације).

Попуњавање оружаних снага врши се на мјешовити начин: регрутацијом грађана на војну службу према екстериторијалном принципу и путем добровољног приступања грађана Руске Федерације и страних грађана у војну службу.
Позив грађана у војну службу врши се на основу федералног закона № 53-ФЗ од 28. марта 1998. „О војној обавези и војној служби”. Позивом су обухваћени грађани мушког пола старости од 18 до 27 година. Рок службе од 1. јануара 2008. је 12 мјесеци.
Грађани Руске Федерације од 18 до 40 година и страни грађани старости од 18 до 30 година примају се у војну службу по уговору од 1992. до 2022. године. Рок трајања уговора је три, пет или десет година. Русија је 2022. промијенила старосну границу за први уговор о војној служби, по којој је одређена старосна граница од 18 до 50 година за све грађане.

#### Нуклеарно оружје
Нуклеарне снаге Руске Федерације имају копнену, поморску и ваздухопловну компоненту и главни су гарант одвраћања од напада страних држава на Руску Федерацију. Према војној доктрини, Руска Федерација задржава право да употријеби нуклеарно оружје као одговор на агресију употребом оружја за масовно уништење, као и на агресију употребом обичног оружја, када је угрожено само постојање државе.
Од 2017. број нуклеарних бојевих глава које Русија посједује краће се у распону од 1400 до 1600 јединица (према Споразуму о смањењу и ограничавању стратешког офанзивног оружја из 2010). По овом показатељу Русија је приближно у рангу са Сједињеним Државама, обје земље у томе знатно надмашују друге државе — Кина, која је на трећем мјесту у свијету по броју нуклеарних бојевих глава, има око 500 јединица.

## Привреда
Петнаест година након пропасти комунизма, тачније након распада Совјетског Савеза 1990. године, руска економија се 2005. године приближила економијама средње развијених земаља слободног тржишта. Данас она има високу стопу раста БДП-а (у 2004. 7,2%; 2005. 6,4%; 2006. 8,2%; 2007. 8,5%; 2008. 5,2% годишње) и релативно високу инфлацију (око 8,8%). Ипак, и данас су у Русији уочљиви остаци старог, комунистичког система. Економија Русије 2017. године је 11. највећа економија на свету по бруто домаћем производу, а могла би да се нађе у првих десет економија на свету, испред Канаде. Русија је по бруто домаћем производу, већа економија од Индонезије, Мексика и Аустралије, као и од Шпаније и Турске .
На данашњу слику економије је утицала и брза приватизација неких уноснијих државних предузећа почетком деведесетих. Њих је преузела неколицина предузетника повезана са тадашњом политичком елитом (олигарси). У последње време неки су тајкуни били присиљени одрећи се контроле над својим фабрикама, а неки су и затворени или су емигрирали. Велики концерни и даље доминирају руском привредом, а држава најављује мере за подстицање малог и средњег предузетништва. Претежно хладна сурова клима, јаке оштре зиме које трају и до шест месеци, онемогућавају или отежавају гајење воћа и поврћа, па зато многа домаћинства у Русији имају стакленике у којима гаје воће и поврће. И поред хладне руске климе и јаке руске зиме, Русија је ипак пољопривредна земља, јер интензивна пољопривреда и хортикултура, су неопходни да би се нахранило преко 100 милиона становника. Значајни су усеви пшенице, сунцокрета и шећерне репе, као и чаја и ђумбира. Русија је значајан извозник рибе и кавијара, јер је богата рекама и језерима. Русија је позната и по алкохолним пићима као што су виски и руска вотка. Земља је нарочито богата шумама, па је зато поред Бразила, Канаде и Индонезије, највећи извозник дрвне грађе и производа од дрвета.
Данас се руска економија углавном темељи на двема стубовима: извозу енергената (нафте и земног плина), где се посебно издвајају компаније Гаспром и Лукоил, и сировина и растућој домаћој потрошњи. Традиционална совјетска металургија и са њом повезана производња машина, аутомобила као што је Лада и авиона преживљавају захваљујући високим царинама које спречавају увоз јефтинијих и квалитетнијих иностраних производа. Многе фабрике преоријентисале су се на сарадњу са западним компанијама и лиценцирану производњу страних производа (иномарке).
Пропаст совјетског централног планирања довела је и до превелике неравнотеже у развоју појединих регија. Највише страних инвестиција и најбржи привредни раст имају Москва и Петербург. Разлике у просечном дохотку становника престонице и провинција су и до десет пута.

### Саобраћај
Велике удаљености и често сурови климатски услови веома су утицали на развој транспортне инфраструктуре у Русији. У превозу робе, а и путника још увек доминантну улогу има железница. Железничка мрежа има 87.000 km пруга у јавној употреби и 63.000 km индустријских пруга. Удео железнице у укупном превозу робе је 83,2%, а путника 40,9%. У Русији се налази и најдужа светска железничка пруга, 9.289 km дуга Транссибирска железница која повезује Москву и Владивосток на Тихом океану.
Иако је путна инфраструктура у прилично лошем стању, без савремених ауто-путева, путни превоз је у успону. Аутомобил је данас у Русији све мање статусни симбол, посебно у великим градовима што доводи до великих гужви и једне од највећих стопа смртности у друмским саобраћајним несрећама у Европи.
Ваздушни превоз је у сталном порасту па има доминантну улогу у путничком превозу на релацијама већим од 1.500 km. Највеће авионске компаније су Аерофлот, затим С7 ерлајнс, Пулково и КрасЕр.

## Култура
Русија има огромну културну баштину. Нарочито у 19. и 20. веку постигнути су велики успеси у: балету, музици, драми, књижевности и филму. Средњовековни руски уметници су мање познати или анонимни, а изузетак је сликар Андреј Рубљов.
Велика глобална руска дијаспора такође је одиграла велику улогу у ширењу руске културе широм света. Руски национални симбол, двоглави орао, датира још из периода царства и налази се у грбу и хералдици земље. Руски медвед и мајка Русија се често користе као националне персонификације земље. Матрјошке се сматрају културном иконом Русије.
Многи руски писци спадају у врх светске књижевности: Фјодор Достојевски, Максим Горки, Борис Пастернак, Александар Солжењицин, Лав Толстој, Антон Чехов и Иван Тургењев. Ту су и песници: Александар Пушкин, Михаил Љермонтов, Ана Ахматова и Сергеј Јесењин.
Књиге се у Русији доста штампају и пуно читају. Године 1990. у Русији је произведено 1,6 милијарди књига. Године 2004. производња је пала на 562 милиона књига.
Током 19. века, у Русији се формирала јака група националних композитора, међу којима се истичу Александар Бородин, Модест Мусоргски, Николај Римски-Корсаков и Петар Чајковски. Они су створили руску национални стил класичне музике компонујући симфоније, опере, балете и камерну музику. Њихову традицију је својим клавирским концертима и симфонијама наставио Сергеј Рахмањинов. Музику експресионизма и модерног доба у Русији репрезентују Игор Стравински, Сергеј Прокофјев и Дмитриј Шостакович.
Балет има дугу традицију у Русији и омиљен је међу публиком. Из балетске трупе основане 1773. настао је данашњи Балет театра Баљшој. Русија је дала великане балетске уметности, попут: Ане Павлове, Галине Уљанове, Вацлава Нижинског, Рудолфа Нурејева, Михаила Баришњикова, Сергеја Дјагиљева, Михаила Фокина и Маје Плисецкаје.
У области сликарства руски уметници су имали значајно место. Најпознатији сликар природе и пејзажа је био Иван Иванович Шишкин. У модерним уметничким покретима, експресионизму, кубизму и руској авангарди учествовали су Василиј Кандински, Казимир Маљевич, Алексеј фон Јавленски и Наталија Гончарова. Међу истакнуте руске сликаре такође спадају Иља Рјепин и Марк Шагал.
Најзнаменитији руски филмски уметници су Сергеј Ајзенштајн и Андреј Тарковски.

### Музика
До 18. века, музика у Русији се састојала углавном од црквене музике и народних песама и игара. У 19. веку дефинисала га је напетост између класичног композитора Михаила Глинке и других чланова Велике петорке, које је касније наследио круг Бељајева, и Руског музичког друштва на челу са композиторима Антоном и Николајем Рубинштајном. Каснију традицију Петра Иљича Чајковског, једног од највећих композитора епохе романтизма, наставио је у 20. век Сергеј Рахмањинов, један од последњих великих представника романтизма у руској и европској класичној музици. Међу светски познатим композиторима 20. века су Александар Скрјабин, Александар Глазунов, Игор Стравински, Сергеј Прокофјев и Дмитриј Шостакович, а касније Едисон Денисов, Софија Губајдулина, Георгиј Свиридов, и Алфред Шнитке.
Совјетски и руски конзерваторијуми су створили генерације светски познатих солиста. Међу најпознатијим су виолинисти Давид Ојстрах и Гидон Кремер, виолончелиста Мстислав Ростропович, пијанисти Владимир Хоровиц, Свјатослав Рихтер, и Емил Гилелс, и вокал Галина Вишњевскаја.
Током совјетске ере, у области популарна музика је такође било неколико значајних извођача, као што су два баладера — Владимир Висоцки и Булат Окуџава, и извођачи као што је Ала Пугачева. Џез је, чак и уз санкције совјетских власти, процветао и еволуирао у једну од најпопуларнијих музичких форми у земљи. До 1980-их, рок музика је постала популарна широм Русије и произвела је бендове као што су Ариа, Aquarium, ДДТ, и Кино; вођа Кина Виктор Цој, посебно је популаран фигура. Поп музика је наставила да цвета у Русији од 1960-их, са појединим светски познатим извођачима као што су T.A.T.u.

### Књижевност
Руска књижевност се сматра једном од најутицајнијих и најразвијенијих у свету. Може се пратити од средњег века, када су настајали епови и хронике на староисточном словенском језику. До доба просветитељства, књижевност је добила на значају, са делима Михаила Ломоносова, Дениса Фонвизина, Гаврила Державина и Николаја Карамзина. Од раних 1830-их, током златног доба руске поезије, књижевност је прошла кроз златно доба у поезији, прози и драми. Романтизам је дозволио процват песничког талента: Василиј Жуковски, а касније и његов штићеник Александар Пушкин, дошли су до изражаја. Инспирисани и усмерени Пушкином, рођена је нова генерација песника, укључујући Михаила Љермонтова, Николаја Некрасова, Алексеја Константиновича Толстоја, Фјодора Тјучева и Афанасија Фета.
Први велики руски романсијер био је Николај Гогољ. Затим је био значајан Иван Тургењев, који је савладао и кратке приче и романе. Фјодор Достојевски и Лав Толстој убрзо су постали међународно познати. Иван Гончаров је упамћен углавном по роману Обломов. Михаил Салтиков-Шчедрин писао је прозну сатиру, док је Николај Лесков највише упамћен по својој краћој белетристици. У другој половини века Антон Чехов се истакао у кратким причама и постао водећи драматург. Други важни догађаји у 19. веку укључивали су баснописца Ивана Крилова, писце нефикцијске књижевности као што су критичар Висарион Белински, и драматурге попут Александра Грибоједова и Александра Островског. Почетак 20. века сврстава се у Сребрно доба руске поезије. Ово доба је имало песнике као што су Александар Блок, Ана Ахматова, Борис Пастернак, Константин Балмонт, Марина Цветајева, Владимир Мајаковски и Осип Мандељштам. Руска књиежевност је изнедрила неке прворазредне романописце и писце кратких прича, као што су Александар Куприн, добитник Нобелове награде Иван Буњин, Леонид Андрејев, Јевгениј Замјатин, Дмитриј Мерешковски и Андреј Бели.
После Руске револуције 1917, руска књижевност се поделила на совјетске и белоемигрантске делове. Тридесетих година 20. века, социјалистички реализам је постао преовлађујући тренд у Русији. Његова главна фигура био је Максим Горки, који је поставио темеље овог стила. Михаил Булгаков је био један од водећих писаца совјетске ере. Роман Николаја Островског Како се калио челик спада међу најуспешнија дела руске књижевности. Утицајни писци емигранти су Владимир Набоков, и Исак Асимов; који је важио за једног од писаца научне фантастике „велике тројке”. Неки писци су се усудили да се супротставе совјетској идеологији, као што је романописац Александар Солжењицин, добитник Нобелове награде, који је писао о животу у гулазима.
Руска филозофија је имала велики светски утицај. Александар Херцен је познат као један од родоначелника аграрног популизма. Михаила Бакуњина називају оцем анархизма. Петар Кропоткин је био најважнији теоретичар анархо-комунизма. Дела Михаила Бахтина значајно су инспирисали научнике. Хелена Блаватски је стекла међународну подршку као водећи теоретичар теозофије и суоснивала је Теозофско друштво. Владимир Лењин, велики револуционар, развио је варијанту комунизма познату као лењинизам. Лав Троцки је, с друге стране, основао троцкизам. Александар Зиновјев је био истакнути филозоф друге половине 20. века.

### Масовни медији и кинематографија
У Русији постоји 400 новинских агенција, међу којима су највеће међународне агенције ТАСС, РИА Новости, Спутњик и Интерфакс. Телевизија је најпопуларнији медиј у Русији. Међу 3.000 лиценцираних радио станица широм земље, значајне су Радио России, Вести ФМ, Ехо Москве, Радио Мајак и Русскоие Радио. Од 16.000 регистрованих листова популарни су Аргументи и Факти, Комсомолскаја Правда, Руска Газета, Известиа и други. Државни Први канал и Русија-1 су водећи информативни канали, док је РТ водећи у међународним медијским операцијама Русије. Русија има највеће тржиште видео игара у Европи, са преко 65 милиона играча широм земље.
Руска, а касније и совјетска кинематографија била је извориште бројних проналаска, што је резултирало филмовима светског гласа као што је Бојни брод Потемкин, који је на Светској изложби у Бриселу 1958. проглашен за највећи филм свих времена Филмски ствараоци из совјетске ере, пре свега Сергеј Ајзенштајн и Андреј Тарковски, постали су међу најиновативнијим и најутицајнијим светским режисерима. Ајзенштајн је био ученик Лева Кулешова, који је развио револуционарну совјетску теорију монтаже филмске монтаже у првој филмској школи на свету, Свесавезном институту за кинематографију. Теорија Кино-око Џиге Вертова имала је огроман утицај на развој документарног и филма уопште. Многи филмови совјетског социјалистичког реализма били су уметнички успешни, укључујући Чапајева, Лете ждралови и Баладу о војнику.

Шездесетих и седамдесетих година 20. века у совјетској кинематографији је забележен већи избор уметничких стилова. Комедије Елдара Рјазанова и Леонида Гајдаја тог времена биле су изузетно популарне, а многе од фраза које се користе и данас. 1961–68. Сергеј Бондарчук режирао је Оскаром награђену филмску адаптацију епа Лава Толстоја Рат и мир, који је био најскупљи филм снимљен у Совјетском Савезу. Године 1969. објављен је филм Владимира Мотила Бело сунце пустиње, веома популаран филм у жанру остерна ; филм традиционално гледају космонаути пре било каквог путовања у свемир. Након распада Совјетског Савеза, руска биоскопска индустрија је претрпела велике губитке — међутим, од касних 2000-их, поново је доживела раст и наставља да расте.

### Музеји
Музеј Ермитаж у Санкт Петербургу поседује 3 милиона предмета, и по томе је међу највећим у свету, а први је по опсегу колекције уметничких слика. Део колекција Ермитажа (руска уметност) је 1895. издвојен у Руски музеј. Природњачки музеј Кунсткамера, отворен 1719. по замисли Петра Великог, био је први музеј у Русији. У и око Санкт Петербурга постоје многобројне царске палате и друге знаменитости (Петерхоф, Царско Село, Ћилибарска соба).
У Москви се налазе Третјаковска галерија и Пушкинов музеј, као и Московски кремљ са својим уметничко-историјским збиркама.

## Спорт
Фудбал је најпопуларнији спорт у Русији. Фудбалска репрезентација Совјетског Савеза постала је први европски шампион освајањем Европског првенства у фудбалу 1960. године и стигла до финала Европског првенства 1988. Руски клубови ЦСКА Москва и Зенит Санкт Петербург освојили су Куп УЕФА 2005. и 2008. Фудбалска репрезентација Русије пласирала се у полуфинале Еура 2008 . Русија је била домаћин ФИФА купа конфедерација 2017. и Светског првенства у фудбалу 2018. године. Међутим, руски тимови су тренутно суспендовани из ФИФА и УЕФА такмичења.
Најомиљенији спортови у Русији су фудбал и хокеј на леду, али и одбојка, кошарка, и у новије време тенис. Шах је омиљена разонода у Русији. Руски велемајстори већ деценијама доминирају у овом спорту.
Хокеј на леду је веома популаран у Русији, а совјетска репрезентација у хокеју на леду доминирала је овим спортом на међународном нивоу током свог постојања. Бенди је руски национални спорт и историјски је био земља са највишим достигнућима у том спорту. Кошаркашка репрезентација Русије победила је на Евробаскету 2007, а руски кошаркашки клуб КК ЦСКА Москва је међу најуспешнијим европским кошаркашким репрезентацијама. Годишња Велика награда Русије Формуле 1 одржана је на Сочи Аутодрому у Олимпијском парку у Сочију, до њеног окончања након руске инвазије на Украјину 2022.
Историјски гледано, руски спортисти су били једни од најуспешнијих такмичара на Олимпијским играма. Русија је водећа нација у ритмичкој гимнастици ; а руско синхроно пливање се сматра најбољим на свету. Уметничко клизање је још један популаран спорт у Русији, посебно клизање у пару и плес на леду. Русија је изнедрила бројне истакнуте тенисере. Шах је такође веома популарна забава у земљи, а многи од најбољих светских шахиста су Руси деценијама. Летње олимпијске игре 1980. одржане су у Москви а Зимске олимпијске игре 2014. и Зимске параолимпијске игре 2014. биле су одржане у Сочију. Међутим, 43 олимпијске медаље одузете су руским спортистима због кршења допинга, што је највише у било којој земљи, и скоро трећина глобалног укупног броја случајева одузимања медаља.

## Галерија
- Призор из околине Јарослава
- Централна Русија
- Зима на југу Русије
- Субполарни Урал
- Кланац у Чеченији на Кавказу
- Обала језера Бајкал
- Степа у подножју Алтајских планина
- Река Васјуган у Сибиру
- Вулкан на Камчатки
- Брезова шума у Русији
- Сибирски ариш
- Сибирски тигар